# Heliamphora huberi
Heliamphora huberi är en flugtrumpetväxtart som beskrevs av A.Fleischm., Wistuba och Nerz. Heliamphora huberi ingår i släktet Heliamphora och familjen flugtrumpetväxter. Inga underarter finns listade i Catalogue of Life.